# 施奈布斯泰因山

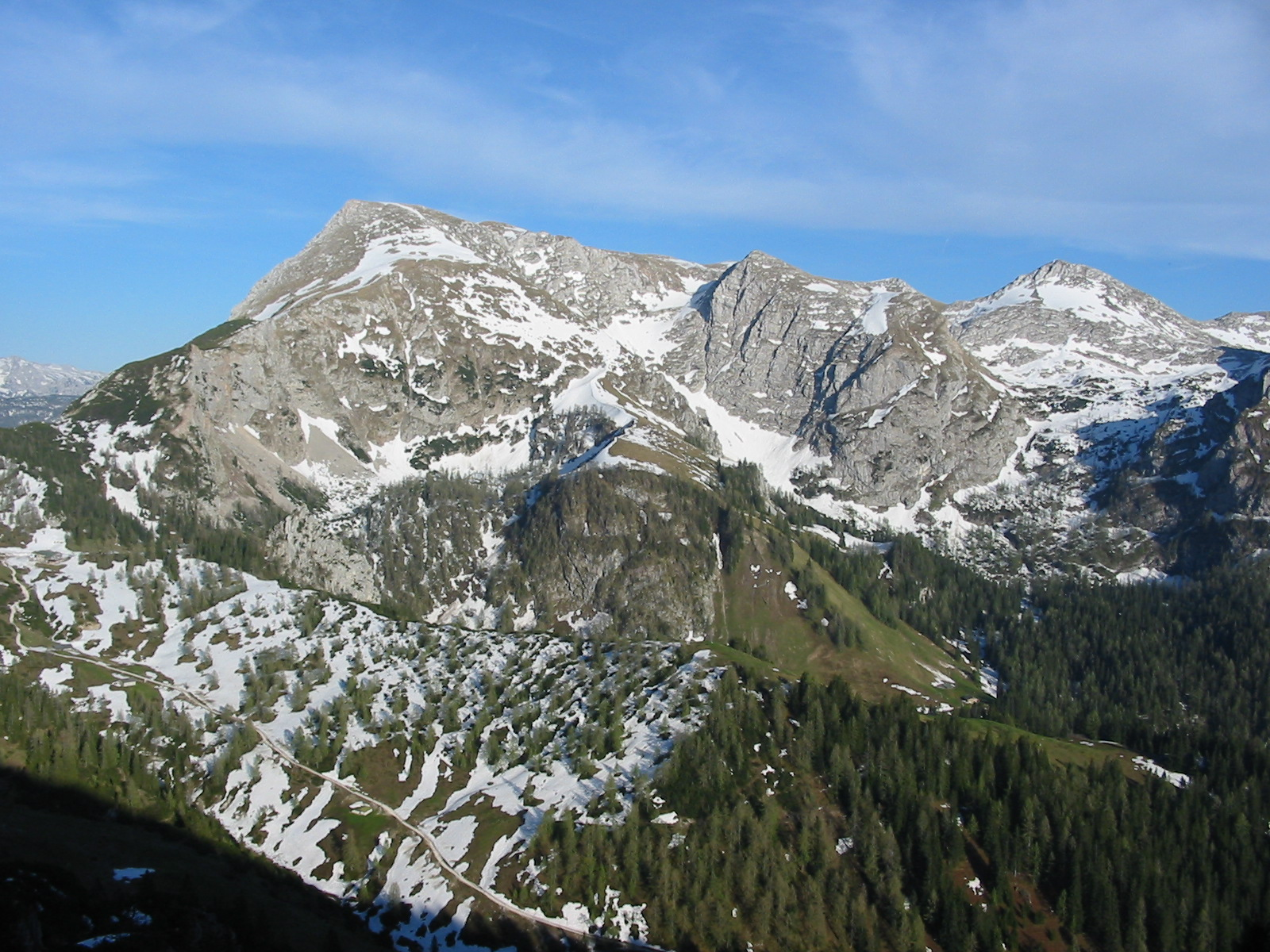

47°33′44″N 13°3′26″E / 47.56222°N 13.05722°E
施奈布斯泰因山（德語：Schneibstein），是中歐的山峰，位於奧地利和德國接壤的邊境，屬於貝希特斯加登阿爾卑斯山脈的一部分，距離上布雷特山2.5公里，海拔高度2,276米，每年平均降雨量1,894毫米。